# Гроховский, Станислав
Станислав Гроховский (пол. Stanisław Grochowski; 1542, Мазовецкое воеводство (Королевство Польское) — 30 января 1612, Краков) — польский священнослужитель, ксендз, поэт и переводчик переходного периода, наступившего вслед за золотым веком польской литературы. Каноник Калишский, Унеювский и Ловичский, королевский секретарь.

## Биография
Родился в обедневшей шляхетской семье герба Боньча. С 1571 года обучался в Иезуитском колледже в Пултуске при материальной поддержке Якуба Уханьского, архиепископа Гнезненского и примаса Польши. Слушал лекции Якуба Вуека.
Вскоре был рукоположен. Около 1573 года стал священником, в 1577 году каноником Унеюва, а затем Калиша и Ловича. В 1584 году получил место королевского секретаря. В 1595 году стал черским ксёндзом.
В 1600—1607 годах жил в Кракове, где посвятил себя литературному творчеству, находясь при дворе епископа, а затем и примаса Бернарда Мациевского. В 1609 году поселился в деревне, но вскоре вернулся в Краков. В своих работах он подражал Яну Кохановскому. Для него было характерно стремление искать милости у знати и зависимость от иезуитов.
ЭСБЕ характеризуя С. Гроховского, пишет, что он был человеком посредственных дарований, дурного характера, искателем бенефиций, злым на язык и вместе с тем бесстыдным льстецом. Имея маленький приход, попрошайством и ябедничеством сумел снискать себе покровительство трёх епископов; но в то же время его сатира «Бабий круг», в которой он осмеял епископов, домогавшихся получить вакантное местечко, создала ему много врагов. Кроме произведений, написанных на польском языке, которым С. Гроховский владел превосходно, он писал и по-латыни; его произведения в своё время очень ценились и были довольно популярны. Его песнь о «Голубке», храбром воине, павшем в битве под Бычиной, стала народной. Произведения Гроховского изданы И. Туровским в 1868 году с биографией, написанной Яном Дроздзевичем.

## Избранные произведения
- Do tego, co czytać będzie, 1573
- Wiersz nowo uczyniony do Rzeczypospolitej Polskiej na szczęśliwy przyjazd J. K. Mości, 1574
- Kalliopea słowieńska Zygmuntowi III na stolicę polską wstępującemu, 1588
- Pieśni Kalliopy słowieńskiej na teraźniejsze pod Byczyną zwycięstwo, 1588
- Hołubek do żołnierzów, 1588
- Skarga Snu nocnego przed J. K. Mością, 1598
- Pogrzebowe plankty… na żałosną pamiątkę skwapliwego zejścia… Anny, arcyksiężnej z Austriej, 1599
- Włoskie miasta co przedniejsze, 1599
- Babie koło, 1600
- August wzbudzony, 1603
- Stanisława św. krakowskiego biskupa i męczennika żywot, 1604
- Krakowska Polaków z Moskwą biesiada, 1606
- Cień królewiców Jana Kazimierza, 1608

Занимался переводами с латыни.